# Асиртико
Ас(с)иртико (греч. Ασύρτικο) — автохтонный (коренной) сорт винограда с греческого острова Тиры (Санторини), который используется для производства белого вина. Асиртико широко распространён на засушливых, но богатых вулканическим пеплом землях Тиры, а также на других островах Эгейского моря, таких как Парос и Наксос. Сорт также культивируется  в континентальных регионах Греции, включая полуостров Халкидики в Центральной Македонии.
Чаще всего из асиртико производятся сортовые вина, хотя не исключено и производство купажных. В последнее время его всё чаще смешивают с такими сортами, как Совиньон-блан, Семильон и Малагузья.
Грозди Асиртико — крупные, с прозрачной жёлто-золотой кожицей и сочной мякотью. На винах Тиры лежит отпечаток вулканических почв острова. Асиртико не теряет своей кислотности, даже будучи очень спелым. По всей Греции из этого сорта винограда делают множество сухих и сладких вин, включая мускатные и десертные вина. Для производства рецины Асиртико часто смешивают с менее кислым сортом Саватьяно.
Асиртико также известен под названиями Аркитико, Ассиртико и Ассуртико. На Тире много старых виноградников этого сорта (старше 70 лет) и многие из них не привиты. Известен стойкостью к филлоксере.